# Schlacht am Baetis
Baetis – Lauron – Valentia – Italica – Sucro – Saguntum – Osca
Die Schlacht am Baetis fand 80 v. Chr. im heutigen Spanien, nahe dem Fluss Baetis, zwischen den römischen Feldherren Lucius Fifidus und Quintus Sertorius, im Zuge des Bürgerkriegs zwischen Marius’ und Sullas’ Unterstützern statt. Sertorius war der letzte Unterstützer Marius’, der Rom noch Widerstand leistete.
Der Konflikt zwischen den Sullanern und Marianern in Spanien und Nordafrika von 80 bis 72 v. Chr. wird auch als der Sertorianische Krieg bezeichnet.

## Vorgeschichte
Während des Bürgerkriegs zwischen den Sullanern und Marianern, 87–84 v. Chr., kämpfte Quintus Sertorius für die Marius-Fraktion gegen Sulla, mit welcher er sich jedoch noch während des Krieges zerstritt. Daraufhin wurde er im Jahr 83 v. Chr. als Statthalter auf die Iberische Halbinsel geschickt, wo er erfolgreich die Stämme Hispaniens an sich band. Jedoch verlor die Fraktion rund um Marius, an welche sich Sertorius immer noch gebunden fühlte, den Krieg gegen Sulla in Italien. Sulla entsandte 82 v. Chr. eine Armee unter Gaius Annius, die Sertorius von der iberischen Halbinsel vertrieb.
Nach Aufenthalt in Nordafrika und Mauretanien gelang es Sertorius 80 v. Chr. nach Hispania zurückzukehren. Er landete nahe den Säulen des Herakles und schlug sein Lager auf einem Hügel nahe dem Dorf Baelo auf. Lucius Fufidus, der damalige Statthalter der römischen Provinz Hispania Ulterior marschierte auf Sertorius zu und suchte eine offene Feldschlacht. Sertorius marschierte ihm entgegen. Beide Armeen trafen nahe dem Delta des Flusses Baetis aufeinander.

## Verlauf
Die Baetis-Mündung war ein sumpfiges Labyrinth, das diejenigen mit Ortskenntnis begünstigte. Da einige von Sertorius’ Männern Einheimische waren, hatte er die Oberhand. Die einzigen fragmentarischen Informationen über die Schlacht stammen von Sallust. Demnach verlor Fufidius zweitausend Mann und mit ihnen den größten Teil des weiteren Spaniens. Er überlebte die Schlacht, findet jedoch in weiteren Berichten keine Erwähnung.

## Folgen
Der Sieg von Sertorius markierte die letzte und längste Phase des Sertorianischen Krieges, der auf der iberischen Halbinsel für die nächsten acht Jahre geführt wurde. Sertorius gelang es, mehrere Armeen der Regierung in Rom zurückzuwerfen. Der Krieg endete erst, als einige von Sertorius’ eigenen Männern ihn aufgrund innerer Machtkämpfe während eines Banketts ermordeten.